# Епархия Белтангади
Епархия Белтангади (лат. Eparchia Belthangadiensis) — епархия Сиро-малабарской католической церкви c центром в городе Белтангади, Индия. Епархия Белтангади входит в митрополию Телличерри.

## История
24 апреля 1999 года Римский папа Иоанн Павел II издал буллу Cum ampla, которой учредил епархию Белтангади, выделив её из епархии архиепархии Телличерри.

## Ординарии епархии
- епископ Lawrence Mukkuzhy (24.04.1999 — по настоящее время).

## Источник
- Annuario Pontificio, Ватикан, 2007
- Булла Cum ampla  (лат.)